# Furacão Carol (1953)
O furacão Carol foi um dos apenas quatro furacões do Atlântico de categoria 5 que não tiveram o seu nome retirado (embora o furacão Carol de 1954 tenha sido aposentado), os outros nomes sendo "Esther", "Edith" e "Emily". Carol também foi a tempestade mais forte da temporada de furacões no oceano Atlântico de 1953 e o primeiro furacão de categoria 5 na bacia do Atlântico desde o furacão de 1938 na Nova Inglaterra. Carol também é a primeira tempestade nomeada a alcançar o status de Categoria 5. Carol desenvolveu em 28 de agosto na costa oeste da África, embora o Departamento de Meteorologia não tenha iniciado os avisos até cinco dias depois. Em 2 de setembro, Carol atingiu o status de furacão, com base em um relatório de navio. Moveu-se para noroeste, atingindo ventos de pico de 260 km/h (160 mph), com base em relatórios dos Hurricane Hunters. Depois de enfraquecer, roçou as Bermudas e virou para o nordeste perto da Nova Inglaterra, passando a oeste da Nova Escócia antes de fazer landfall perto de Saint John, Nova Brunswick em 7 de setembro. Ao cruzar o Atlântico no Canadá, Carol se tornou um ciclone extratropical, que se dissipou em 9 de setembro a sudoeste da Gronelândia.
Quando Carol inicialmente ameaçou atingir as Bermudas, vários aviões foram evacuados da ilha. Mais tarde, o furacão produziu altas ondas ao longo da costa da Nova Inglaterra que, em combinação com condições de neblina, causou vários acidentes de barco. Pelo menos 40 pessoas precisaram de resgate e quatro pessoas foram mortas. Embora os ventos na região fossem menores, os danos à pesca totalizaram cerca de $ 1 milhão (1953 USD). Na Nova Escócia, rajadas de vento com a força de um furacão derrubaram árvores e linhas de energia, bem como danos pesados à safra de maçãs, totalizando $ 1 milhão (CAD 1950). Ondas altas arrastaram vários barcos para a costa e também mataram uma pessoa. A viagem de balsa foi interrompida no Atlântico Canadá, embora o impacto tenha sido menos severo fora da Nova Escócia. Na Ilha do Príncipe Eduardo, rajadas de vento causaram cortes isolados de energia e pequenas inundações ocorreram em Nova Brunswick.

## História meteorológica
No final de agosto, uma onda tropical saiu da costa oeste da África, evoluindo para uma depressão tropical desenvolvida perto de Cabo Verde em 28 de agosto Ele se moveu para oeste-sudoeste por dois dias antes de virar para oeste. Estima-se que a depressão tenha se intensificado para uma tempestade tropical em 31 de agosto, e subsequentemente virou para oeste-noroeste. Em 2 de setembro, o SS Umatilla relatou ventos de força 12 na escala Beaufort, ou força de furacão; o navio também relatou mar muito alto e um rápido decréscimo da pressão atmosférica. Com base no relatório, o escritório do Miami Weather Bureau deu início a avisos sobre o furacão Carol por volta de 750 milhas (1200 km) leste-nordeste de Barbados.
Depois de atingir o status de furacão, Carol embarcou em uma tendência de intensificação constante conforme se movia para o noroeste. Em 3 de setembro, os Hurricane Hunters voaram para dentro da tempestade e relataram ventos de 260 km/h (160 mph), junto com uma pressão mínima de 929 mbar. Isso fez de Carol a tempestade mais forte da temporada. Em seu pico, os ventos máximos ocorreram na área 3 mi (4.8 km) de diâmetro no centro. O furacão manteve os ventos de pico por cerca de um dia antes de começar a enfraquecer. No início de 6 de setembro, Carol passou cerca de 362 km (225 mi) sudoeste das Bermudas com ventos de cerca de 180 km/h (110 mph). No dia seguinte, o furacão virou para o norte-nordeste, contornando Cabo Cod em cerca de 140 mi (230 km). No final de 7 de setembro, Carol escovou o oeste da Nova Escócia antes de fazer landfall perto de Saint John, Nova Brunswick, com ventos de cerca de 121 km/h (75 mph). Pouco depois de atingir a costa, Carol fez a transição para um ciclone extratropical, que cruzou o Golfo de São Lourenço, leste de Quebec e Labrador antes de se dissipar a sudoeste da Gronelândia em 9 de setembro.

## Preparações e impacto

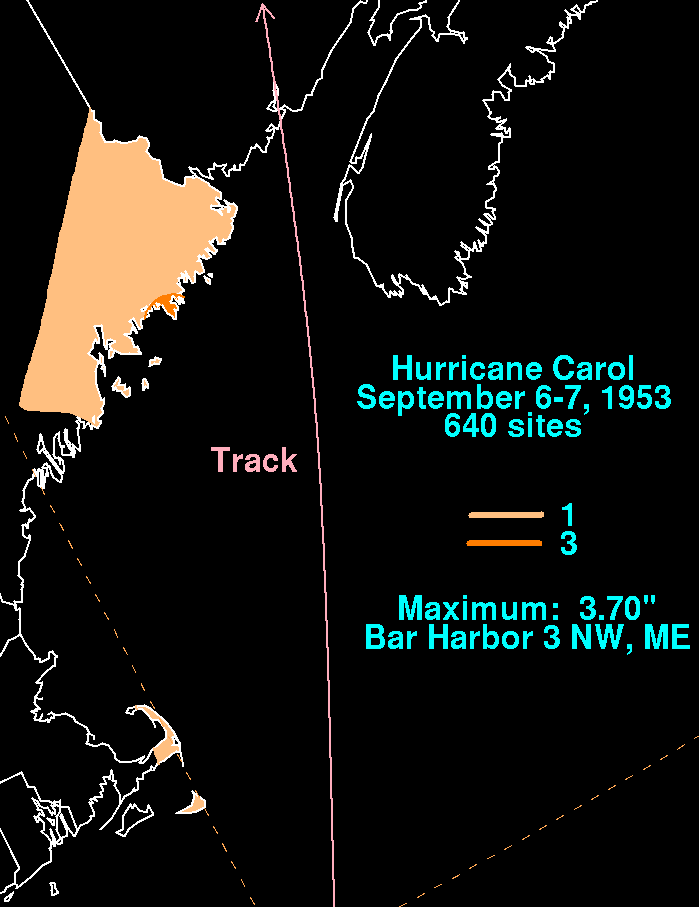
Chuva de Carol na Nova Inglaterra

Como Carol estava ameaçando as Bermudas, os aviões voaram para longe da ilha e os navios voltaram ao porto em busca de segurança.  Embora ventos com força de furacão tenham sido previstos inicialmente, Carol apenas tocou a ilha com ondas altas e ventos com força de vendaval. Os ventos derrubaram algumas árvores e linhas de energia e também feriram dois motociclistas após perderem o controle de seus veículos.
Ao longo da costa leste dos Estados Unidos, o Weather Bureau emitiu avisos de tempestade de Nova Jersey através do Maine devido à aproximação do furacão. A combinação de ondas altas e neblina causou vários acidentes de barco na Nova Inglaterra, matando quatro pessoas e deixando pelo menos 40 pessoas precisando de resgate da Guarda Costeira. Os ventos em grande parte da região não foram significativos, atingindo apenas 80 km/h (50 mph) em Nantucket. No sudeste do Maine, Carol produziu pelo menos 25 mm De chuva, o que foi benéfico para os jardineiros e as árvores devido às condições anteriormente secas. Os efeitos foram geralmente mínimos no estado, embora as chuvas tenham levado ao cancelamento de alguns voos da Northeast Airlines. O furacão causou danos moderados à indústria pesqueira na Nova Inglaterra, totalizando cerca de $ 1 milhão (1953 USD)
Nos Grand Banks do Canadá, a ameaça do furacão levou os barcos de pesca a se aventurarem de volta ao porto. Na baía de Fundy, a neblina levou um transatlântico a encalhar em terra. Do outro lado da Nova Escócia, o mar agitado levou um barco perto de Dartmouth, uma escuna perto de Halifax, quatro iates em Chester e outros três barcos em Shelburne até à costa. Além disso, onze iates em Chester afundaram durante a tempestade. O mar inundou uma estrada costeira e um campo próximo em Prospect, destruindo uma garagem. Em Cow Bay, um homem se afogou após cair de um iate. O mar agitado interrompeu o serviço de ferry entre a Ilha do Príncipe Eduardo e a Nova Escócia, bem como entre a Ilha do Príncipe Eduardo e Nova Brunswick ; outro serviço de ferry na região estava atrasado.
À medida que Carol se movia pelo leste do Canadá, caiu chuvas leves a moderadas ao longo de seu caminho, com pico de 11,000 mm (433 in) na região Côte-Nord do leste de Quebec, ao longo da costa norte do Golfo de São Lourenço. Os fortes ventos afetaram grande parte da região, principalmente a Nova Escócia, incluindo uma rajada de 130 km/h (80 mph) em Halifax. Em toda a província, a combinação de ventos e chuva derrubou o equivalente a cerca de 14.1584 m3 (500.000 cu ft) de árvores, a maioria das quais em áreas onde algumas árvores já foram cortadas. Os ventos jogaram árvores nas linhas de energia, deixando áreas extensas sem telefone, telégrafo ou energia. No Vale de Annapolis, ventos fortes danificaram fortemente a safra de maçãs e cereais, com fazendas sofrendo perdas de até 50%. As perdas com a colheita da maçã foram estimadas em cerca de US $ 1 milhão (CAD 1950). Ventos fortes deixaram alguns danos materiais, incluindo janelas quebradas e pelo menos um caso de telhado destruído. Em toda a província, Carol deixou vários feridos.
Fora da Nova Escócia, os ventos de Carol eram fortes o suficiente para derrubar árvores e linhas de energia em Nova Brunswick. Chuvas leves, com pico de 6,200 mm (244 in) na província, causou inundações nas ruas de Moncton. As chuvas atingiram o oeste até Ontário e o leste até a Ilha do Príncipe Eduardo, onde as chuvas chegaram a 4,400 mm (173 in). Os ventos na última província danificaram os telhados e derrubaram algumas árvores, resultando em pequenos cortes de energia. Mais ao norte, em Quebec, as condições adversas da tempestade atrasaram uma equipe de busca após a queda de um avião.